# Сербское национальное движение
Сербское национальное пробуждение (серб. Српски народни препород) или Сербское национальное возрождение (серб. Српски препород) ― термины, обозначающие период в сербской истории между XVIII веком и созданием формально независимого княжества Сербии (1878). Возрождение началось на территории Габсбургской монархии, в Сремски-Карловци. Сербский Ренессанс (серб. српска ренесанса) начался в XVII веке в Банате. Все эти культурные процессы предшествовали Болгарскому национальному возрождению. 
Первым восстанием в Османской империи, которое имело национальный характер, стала Сербская революция (1804―1817), которая, в свою очередь, была кульминацией Сербского возрождения. Согласно исследованиям Елены Милойкович-Джурич, первым литературным и научным обществом южных славян была Матица сербская, основанная ведущими деятелями Сербского возрождения в Пеште в 1826 году. Воеводина стала колыбелью Сербского возрождения в XIX веке. 
Одним из главных деятелей движения был Вук Стефанович Караджич (1787―1864), лингвист и реформатор сербского языка.
Сербское возрождение представляло собой определённую угрозу для Австрии и её стратегических интересов. Так, Сербским народом была провозглашена автономия Сербской Воеводины во время Революции 1848―1849 года после вооруженного конфликта с венграми: это событие также было частью эпохи Национального возрождения..
Хотя деятели Сербского национального возрождения и относились с одобрением к идее сотрудничества между южнославянскими народами, находились под влиянием идей югославизма и рассматривали возможность создания югославского государства, тем не менее, в плане культурных и национально-политических взглядов они всё-таки ориентировались на «Великую Сербию».

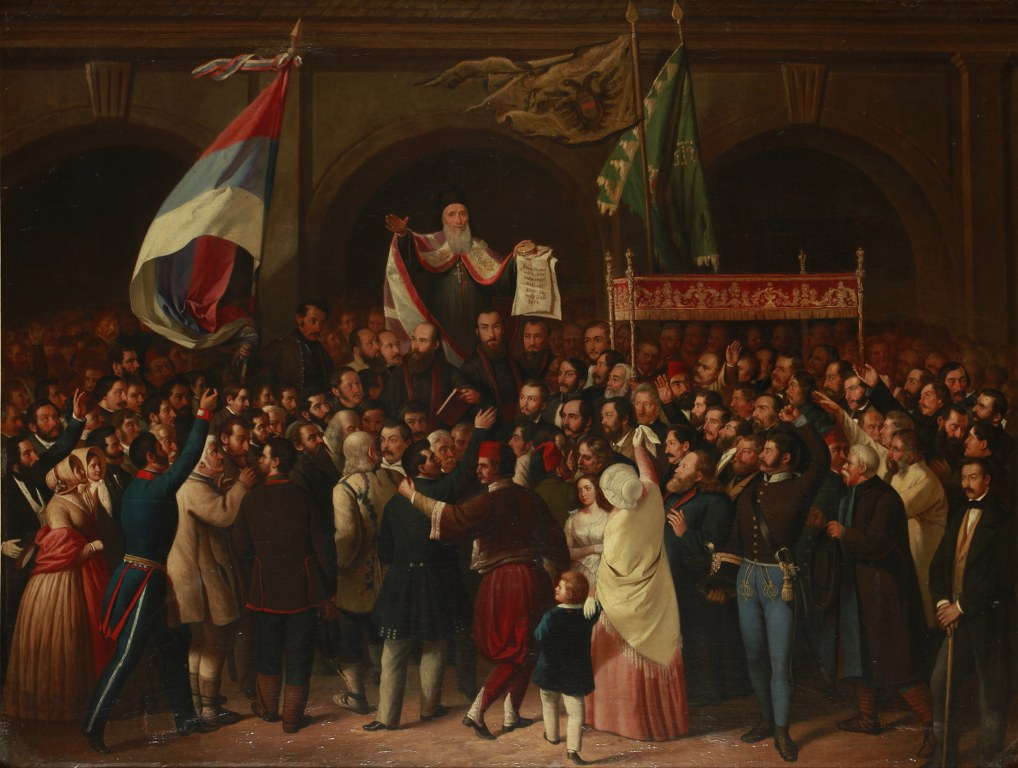
Провозглашение автономии Сербской Воеводины (1848)
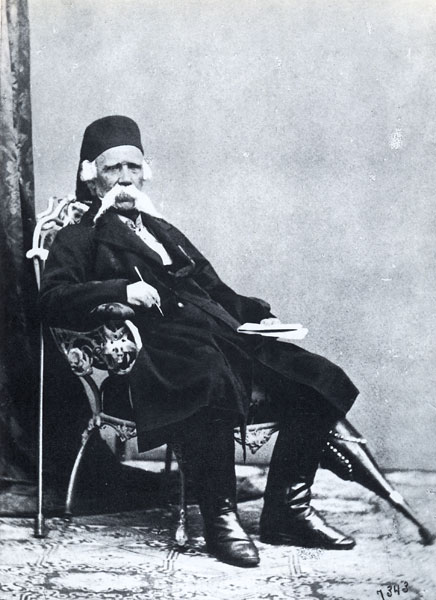
Вук Караджич (1787-1864)